# James Fox (Schauspieler)

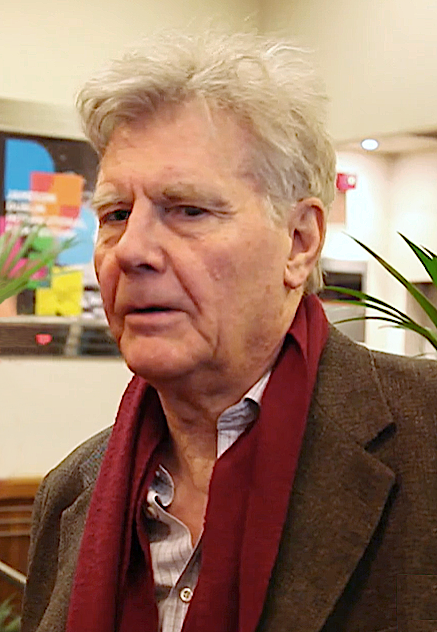
James Fox, 2014

James Fox (* 19. Mai 1939 in London; eigentlich William Fox) ist ein britischer Schauspieler.

## Leben
William „James“ Fox wurde als Sohn des Schauspielagenten Robin Fox, der zahlreiche berühmte Klienten vertrat, geboren. Viele Mitglieder seiner Familie arbeiteten als Schauspieler. Durch Vermittlung seines Vaters bekam er schon als Kind erste Filmrollen. Er machte sein Filmdebüt 1950 mit elf Jahren in Ihr Geheimnis als Sohn von Greer Garson. Noch im selben Jahr spielte er seine erste Hauptrolle in der Ealing-Produktion The Magnet. Später besuchte Fox die Central School of Speech and Drama, arbeitete dann allerdings einige Zeit lang als Bankangestellter.
Sein schauspielerischer Durchbruch gelang ihm in Joseph Loseys Filmdrama Der Diener (1963) an der Seite von Dirk Bogarde. Für seine Darstellung eines jungen Lebemannes, der unter den Einfluss seines Butlers gerät, erhielt er den British Academy Film Award als vielversprechendster Newcomer. Weitere erfolgreiche Filmproduktionen wie Die tollkühnen Männer in ihren fliegenden Kisten. Ein Mann wird gejagt und Modern Millie – Reicher Mann gesucht etablierten ihn als prominenten Schauspieler, der auf beiden Seiten des Atlantiks arbeitete. An der Seite von Mick Jagger spielte er die Hauptrolle des Gangsters Chas in dem 1970 erschienenen Film Performance von Nicolas Roeg, damit war er auf dem Höhepunkt seiner Karriere angelangt.
Nach Performance zog sich Fox für acht Jahre von der Schauspielerei zurück, um sich seinem christlichen Glauben zu widmen. Er arbeitete unter anderem für die Missionsgemeinschaft der Navigatoren. Ende der 1970er-Jahre begann er allmählich wieder als Schauspieler zu arbeiten.
Ab den 1980er-Jahren kehrte er auf die Kinoleinwand zurück und spielte in Filmen wie Reise nach Indien (1984) von David Lean, Absolute Beginners – Junge Helden (1986) mit Patsy Kensit und David Bowie, Das Rußland-Haus (1990) mit Sean Connery, Michelle Pfeiffer und Roy Scheider, Die Stunde der Patrioten (1992) mit Harrison Ford sowie Was vom Tage übrig blieb (1993) mit Anthony Hopkins, Emma Thompson und Hugh Grant. Meistens verkörperte der blonde, später ergraute Schauspieler hochgestellte oder strenge Persönlichkeiten – oft Aristokraten, Politiker, Geschäftsmänner oder hochrangige Offiziere. In Anna Karenina mit Sophie Marceau in der Titelrolle und Sean Bean als Nebenbuhler Graf Wronski spielte Fox 1997 den Fürsten Alexei Alexandrowitsch Karenin. 1999 war er in den Filmkomödien Mickey Blue Eyes mit Hugh Grant und James Caan und Der Prinz & ich neben Julia Stiles zu sehen.
2005 wirkte er an dem zweiteiligen britischen Fernsehfilm Colditz – Flucht in die Freiheit an der Seite seines Sohnes Laurence Fox mit und im selben Jahr an der Verfilmung von Roald Dahls Kinderbuchklassiker Charlie und die Schokoladenfabrik.
James Fox ist seit 1973 mit Mary Elizabeth Piper verheiratet und hat fünf Kinder, darunter die Schauspieler Laurence und Jack Fox. Seine Brüder sind der Schauspieler Edward Fox und der Filmproduzent Robert Fox, seine Nichte ist die Schauspielerin Emilia Fox.

## Filmografie (Auswahl)
- 1950: Ihr Geheimnis (The Miniver Story)
- 1950: The Magnet
- 1951: One Wild Oat
- 1962: Die Einsamkeit des Langstreckenläufers (The Loneliness of the Long Distance Runner)
- 1963: Picknick um Mitternacht (Tamahine)
- 1963: Der Diener (The Servant)
- 1965: Sie nannten ihn King (King Rat)
- 1965: Die tollkühnen Männer in ihren fliegenden Kisten (Those Magnificent Men in Their Flying Machines or How I Flew from London to Paris in 25 Hours 11 Minutes)
- 1966: Ein Mann wird gejagt (The Chase)
- 1967: Modern Millie – Reicher Mann gesucht (Thoroughly Modern Millie)
- 1968: Isadora
- 1968: Duffy, der Fuchs von Tanger (Duffy)
- 1970: Performance [1968 gedreht]
- 1978: No Longer Alone
- 1982: Nancy Astor (Miniserie, 6 Folgen)
- 1983: Anna Pawlowa – Ein Leben für den Tanz (Anna Pavlova, Miniserie)
- 1983: Runners – Ausgerissen (Runners)
- 1984: Reise nach Indien (Passage to India)
- 1984: Greystoke – Die Legende von Tarzan, Herr der Affen (Greystoke: The Legend of Tarzan, Lord of the Apes)
- 1986: Absolute Beginners – Junge Helden (Absolute Beginners)
- 1986: Kreuzfeuer der Agenten (The Whistle Blower)
- 1986: Rebellion der Rechtlosen (Comrades)
- 1987: Künstler, Killer & Kanonen (High Season)
- 1989: Farewell to the King
- 1989: Big Bad Man (The Mighty Quinn)
- 1990: Das Rußland-Haus (The Russia House)
- 1991: Angst vor der Dunkelheit (Afraid of the Dark)
- 1992: Ein Mord zuviel (El próximo enemigo)
- 1992: Die Stunde der Patrioten (Patriot Games)
- 1993: Heart of Darkness (Fernsehfilm)
- 1993: Was vom Tage übrig blieb (The Remains of the Day)
- 1994: Doomsday Gun – Die Waffe des Satans (Doomsday Gun, Fernsehfilm)
- 1996: Gullivers Reisen (Gulliver’s Travels, Miniserie)
- 1996: Verhängnisvolle Begegnung (Never Ever)
- 1997: Anna Karenina
- 1998: Jinnah
- 1999: Mickey Blue Eyes
- 2000: Sexy Beast
- 2000: Die goldene Schale (The Golden Bowl)
- 2000: Die Villa (Up at the Villa)
- 2001: Lover’s Prayer (All Forgotten) (Sprechrolle)
- 2001: Die vergessene Welt (The Lost World, Miniserie)
- 2003: Hans Christian Andersen: My Life as a Fairy Tale (Fernsehfilm)
- 2004: Der Prinz & ich (The Prince & Me)
- 2004: Agatha Christie’s Poirot (Fernsehreihe, Folge 9x03 Tod auf dem Nil)
- 2004: Freediver – In der Tiefe lauert der Tod (The Freediver)
- 2004: Agatha Christie’s Marple (Fernsehreihe, Folge 1x01)
- 2005: Colditz – Flucht in die Freiheit (Colditz)
- 2005: Charlie und die Schokoladenfabrik (Charlie and the Chocolate Factory)
- 2006: Dreamgirls
- 2007: Waking the Dead – Im Auftrag der Toten (Waking the Dead, Fernsehserie, 2 Folgen)
- 2008: New Tricks – Die Krimispezialisten (New Tricks, Fernsehserie, Folge 5x01)
- 2009: Lewis – Der Oxford Krimi (Lewis, Fernsehserie, Folge Von Musen und Morden)
- 2009: Bunny and the Bull
- 2009: Sherlock Holmes
- 2010: Inspector Barnaby (Midsomer Murders, Fernsehserie, Folge Mord von Meisterhand)
- 2011: Law & Order: UK (Fernsehserie, Folge 5x01)
- 2011: W.E.
- 2012: Cleanskin – Bis zum Anschlag (Cleanskin)
- 2012: Merlin – Die neuen Abenteuer (Merlin, Fernsehserie, Folge 5x04)
- 2013: Utopia (Fernsehserie, 6 Folgen)
- 2013: The Double
- 2013: Der große Eisenbahnraub 1963 (The Great Train Robbery, Miniserie)
- 2013: Downton Abbey (Fernsehserie, Folge 4x09)
- 2014: 1864 – Liebe und Verrat in Zeiten des Krieges (1864, Miniserie)
- 2014: Rosamunde Pilcher – Mein unbekanntes Herz (Fernsehfilm)
- 2014: Effie Gray (Effie)
- 2015: Death in Paradise (Fernsehserie, 2 Folgen)
- 2015: London Spy (Miniserie, Folge 1x03)
- 2018: Weihnachten mit der Familie – Überleben ist alles (Surviving Christmas with the Relatives)
- 2021: The Souvenir: Part II